# Savez otvorenog sadržaja
Savez otvorenog sadržaja (eng. Open Content Alliance ili OCA) je konzorcij organizacija koje doprinose stalno dostupnoj javnoj arhivi digitalnih tekstova. Prvu najavu OCA-a objavio je Yahoo! u listopadu 2005. godine.
Osnivači Saveza otvorenog sadržaja su:
- Internet Archive
- University of California Libraries
- University of Toronto

Administraciju skeniranja i digitalizacije te serverski prostor i pristup konstantno pruža "The Internet Archive" preko svojih web stranica.
Open Content Alliance je odgovor na Google Book Search koji je počeo s radom 2004. godine. Glavna razlika između ovih online usluga je što Open Content Alliance digitalizira isključivo tekstove za koje dobije odobrenje autora ili vlasnika autorskih prava dok Google Book Search digitalizira sve tekstove osim onih za koje dobije zabranu koristeći se načelom „poštene upotrebe“.
Jedan od zanimljivijih partnera Open Content Alliance-u je Microsoft. Pridružuje se Open Content Aalliance-u na samom početku djelovanja preko svog "Live Book Search" projekta. U svibnju 2008. Microsoft prekida Live Book Search projekt i povlači se iz saveza. Ukida sva ugovorena autorska prava i prepušta opremu savezu. Smatra se da je Microsoft financirao digitalizaciju oko 700000 tekstova od kojih je 50% dostupno preko "The Internet Archive" baze.
Ciljevi ovog saveza su omogućavanje što većeg broja tekstova, knjiga i ostalih vrsta tiskanih publikacija na različitim jezicima preko Interneta. Teško je uopće procijeniti koliko je različitih naslova trenutno u bazi na „The Internet Archive“ stranicama, jedino se može ilustrirati podatkom da „Boston Library Consortium“ koji se sastoji od devetnaest područnih knjižnica u svom OCA centru za digitalizaciju skenira oko 12000 stranica mjesečno.

## Suradnici
Suradnici Saveza otvorenog sadržaja su:
- Adobe Systems Incorporated
- Boston Library Consortium
- The Bancroft Library
- The British Library
- Columbia University Libraries
- Emory University Library
- European Archive
- Getty Research Institute
- HP Labs
- Indiana University Libraries
- Internet Archive
- Johns Hopkins University Libraries
- McMaster University
- Memorial University of Newfoundland
- Missouri Botanical Garden
- MSN
- The National Archives
- Prirodoslovni muzej u Londonu
- National Library of Australia
- O'Reilly Media
- Perseus Digital Library, Tufts University
- Prelinger Library and Prelinger Archives
- Research Libraries Group
- Rice University Libraries
- San Francisco Public Library
- Simon Fraser University Library
- Smithsonian Institution Libraries
- Universided Francisco Marroquin, Guatemala
- University of Albert Libraries
- University of British Columbia Library
- University of California Libraries
- University of Chicago
- University of Georgia
- University of Illinois at Urbana-Champaign
- University of North Carolinaat Chapel Hill Library
- University of Ottawa Libraries
- University of Pittsburgh
- University of Texas
- University of Toronto
- University of Virginia Library
- Washington University
- William and Flora Hewitt Foundation
- Xerox Corporation
- Yahoo!
- York University Library

Biodiversity Heritage Library, usporedni projekt:
- American Museum of Natural History
- Harvard University Botany Libraries
- Harvard University, Ernst Mayr Library of the Museum of Comparative Zoology
- Missouri Botanical Garden
- Natural History Museum, London
- The New York Botanical Garden
- Royal Botanic Gardens, Kew
- Smithsonian Institution Libraries

## Vanjske poveznice
- Open Content Alliance službena stranica  Arhivirana inačica izvorne stranice od 13. studenoga 2016. (Wayback Machine)
- Video zapis s otvaranja Saveza otvorenog sadržaja, listopad 2005.
- The Universal Library  Arhivirana inačica izvorne stranice od 30. lipnja 2007. (Wayback Machine) (Carnegie Mellon)
- [neaktivna poveznica]
- [neaktivna poveznica]
- Internet Archive službena stranica
- Digitized Content in the Internet Archive from the University of Illinois at Urbana-Champaign Library

Novinski članci
- Scan This Book! (May 14, 2006 New York Times)
- Microsoft To Join Book-Search Alliance  (October 26, 2005 International Herald Tribune]
- In Challenge to Google, Yahoo Will Scan Books (October 3, 2005 New York Times article)
- Building the Universal Library  Arhivirana inačica izvorne stranice od 17. svibnja 2008. (Wayback Machine) (May 18, 2006 Search Engine Watch)
- Google's Moon Shot: The quest for the universal library February 5, 2007 article in The New Yorker

Blogovi
- The Universal Library and Other Book Digitization Projects  Arhivirana inačica izvorne stranice od 4. lipnja 2006. (Wayback Machine) (Search Engine Watch)
- Yahoo Search announcing Open Content Alliance  Arhivirana inačica izvorne stranice od 29. listopada 2005. (Wayback Machine)